# Gudrun Nordborg
Gudrun Ingeborg Nordborg, född 26 augusti 1946 i Nyköpings östra församling, är en svensk jurist och politiker (vänsterpartist). Hon är ordinarie riksdagsledamot sedan 2020, invald för Västerbottens läns valkrets.
Hon har tidigare arbetat som jurist, informationschef och universitetslektor. Nordborg är särskilt engagerad i kvinnofrågor, hon har bland annat skrivit flera böcker om kvinnors perspektiv på rätten.
Nordborg kandiderade i riksdagsvalet 2018 och blev ersättare. Hon utsågs till ny ordinarie riksdagsledamot från och med 4 november 2020 sedan Jonas Sjöstedt avsagt sig uppdraget. I riksdagen är Nordborg ledamot i justitieutskottet sedan 2022 (dessförinnan suppleant i samma utskott).